# Arachnura melanura
Arachnura melanura — вид павуків родини Павуки-колопряди (Araneidae).

## Поширення
Вид поширений у Східнії Азії від Індії та Японії до Сулавесі. Зустрічається на окраїнах лісів, у просіках, рідколіссі, садах.

## Опис
Довжина тіла самців становить 4 мм, а самиці — 15 мм. Забарвлення тіла коричневого кольору. Крихітний самець не володіє хвостом. Самиці мають хвіст, схожий на хвіст скорпіона, але не має на ньому отруйних залоз.

## Спосіб життя
Полює на літаючих комах та інших комах.